# Ogni promessa
Ogni promessa è un romanzo del 2010, scritto da Andrea Bajani.

## Storia editoriale
Nel 2011 il libro ha vinto il Premio Bagutta ed è stato finalista al Premio Bergamo.

## Trama
Pietro è un maestro elementare e tutti i giorni va a scuola accompagnato dalla moglie Sara. Fra loro c'è un dramma non abbastanza esplicitato: la mancanza di un figlio. Così Sara, l'ultimo giorno dell'anno scolastico, se ne va senza essere trattenuta. Sul biglietto che lascia a Pietro c'è scritto che ha telefonato la madre (di Pietro) e che è morto Mario. Sara non sa nulla di questo Mario. Pietro invece si ritrova a sbrogliare due matasse ingarbugliate che portano fatalmente in luoghi non previsti.
Mario è il nonno materno di Pietro, da sempre internato in un istituto per malattie mentali irrecuperabili. In alcuni casi è anche uscito ma gli scoppi di violenza che caratterizzano la sua sindrome, hanno reso necessario il ricovero definitivo. Partito per la campagna italiana di Russia quando la figlia Giovanna aveva solo quattro giorni, era tornato in condizioni che non promettevano una ripresa. La moglie passava per una vedova, Giovanna, figlia come orfana di quella paternità, solo con il tempo si era abituata a interagire con il malato. Madre e figlia andavano costantemente alla palazzina dove si trovava la clinica e c'era andato anche Pietro. Però gli incontri con questo nonno avevano causato altre frizioni in casa: il padre del bambino non approvava tutta la faccenda e ne erano derivati litigi che, per forza di cose, avevano diradato i momenti in cui Pietro stava con il nonno.
Mentre la madre va tutti i giorni al cimitero in bicicletta, Pietro deve digerire quel nonno, celebre tra i suoi compagni di scuola come "lo scheletro". Un giorno egli riparte da zero: da bambino aveva vissuto in un appartamento non lontano dalla casa in cui poi i genitori si erano trasferiti. Mosso da una grande curiosità, Pietro va a cercare la vecchia casa e la trova abitata da un signore lungo lungo e anziano come il nonno: Olmo. I due fraternizzano immediatamente, Pietro si adopera per regalare oggetti e portare cibi, con la complicità della mamma, che però non sa dove veramente abiti Olmo. Del resto, Giovanna ha avuto una vita per ritornare sui suoi passi e, mentre Pietro neppure la nomina, lei è in contatto con Sara e si prodiga in consigli verso questa nuora che non vorrebbe perdere.
Olmo ha un continuo pensiero per la campagna di Russia e fa trovare a Pietro cartine e foto; un giorno gli fa persino indossare l'uniforme custodita nell'armadio e lo fotografa. Ma un'altra foto, con un impiccato e tre soldati italiani in posa, trovata da Pietro, diviene ben presto un fattore ossessionante, tanto che i due si separano per qualche giorno. Quando Olmo richiama Pietro al telefono, ha avuto modo di pensare e gli chiede se è disposto a fare un viaggio in Russia. Pietro accetta subito e comincia a raccogliere le cartine in cui Olmo gli ha segnato itinerari e un misterioso numero di telefono. Prima di partire, Pietro acquista un telefono cellulare per Olmo e gli inserisce il suo numero e quello di Giovanna, spiegandogli come fare per utilizzarlo. Nel frattempo Sara è rimasta incinta di uno che non la potrà mai sposare e la mamma sa questo e altro, ma sembra che Pietro si estranei da tutto ciò.
Il viaggio in Russia non è come Pietro se lo sarebbe aspettato. Tutto è cambiato, nessun ricordo delle battaglie, nessun monumento, tranne la statua di Lenin nella piazza principale di Rostov. Tutto è moderno, i nonni e i genitori fanno divertire i bambini sulle strutture dei parchi da gioco. Eppure la piazza è la stessa che Pietro ha visto nella foto. Tutti sono gentili con lui e una donna dell'albergo, di nome Ol'ga, cerca per lui il numero di telefono che Olmo gli ha segnato. Poi prende con sé la figlioletta Saska e vanno sul posto. Qui è appena morto il capofamiglia e la vedova riceve gli omaggi di mezza città. Quando Ol'ga le parla, la vedova estrae una cartelletta dalla quale vien fuori un disegno del defunto marito, quando era bambino. Rotto e malamente rappezzato con lo scotch, il disegno raffigura un impiccato e tre militi italiani in posa per una foto. Ol'ga spiega a Pietro che troppe persone sono morte a causa dello sfondamento italiano e che i morti sono sepolti dappertutto.
Ma le sorprese non sono finite: Ol'ga fa incontrare Pietro con una donna di nome Irina, che si presenta con un vestito di velluto carico di medaglie. È stata tante volte campionessa dell'Unione Sovietica per la sua capacità di mietere il grano. Ora questa donna non è rispettata dai giovani e deve vivere in una casa fatiscente, perché il bello della città è solo dove lo si può vedere, ma basta girare l'angolo per imbattersi nello squallore che fa vergognare gli incolpevoli abitanti. Pure il nonno di Ol'ga, un reduce che ha perso una gamba, viene presentato a Pietro e anch'egli vive in una povera casa di campagna, tollerando le galline che gli vengono in cucina. Nel poco tempo che a Pietro resta prima di ripartire, Ol'ga e Saska giocano alla famiglia felice, dove lui è il papà, altra persona che non c'è, ma la cosa è ben accetta da Pietro.
Nei suoi contatti con chi ha lasciato in Italia, Pietro rassicura Olmo che è tutto come prima e gli fa sentire il suono del Don attraverso il telefono. Giovanna ha scoperto la casa di Olmo ed è molto divertita. Sara si fa sentire con un lungo pianto e una domanda: perché non mi hai mai perdonato? Poi gli invia una interminabile serie di messaggi vuoti, senza testo, nei quali il giovane uomo trova finalmente il bandolo di un'altra matassa. Prima di andarsene, Sara aveva passato le notti accanto a lui, attendendo che dormisse, per poi piangere senza ritegno. Le sue risposte concrete erano state un premuroso accudimento, ma mai una spiegazione, perché anche Sara piangeva per un uomo impiccatosi in cucina, dello stesso nome di Pietro. Non aver voluto indagare su questo fantomatico uomo era in fondo la gravissima colpa di Pietro e solo ora, lontano, lui lo ha capito.
Arriva l'alba della partenza: pullman, aereo. Sotto la Russia coperta di pollini, come fossero neve fuori stagione. E Pietro non sa ancora, ma presto lo saprà, che Sara lo andrà a prendere all'aeroporto su iniziativa di mamma Giovanna, e qui faranno tanti buffi sbagli nelle varie operazioni, prima di uscire. E poi l'estate sta per finire e ricomincerà l'anno scolastico.

## Personaggi
- Pietro, è l'io narrante della storia; un uomo ancora assai giovane, forse trentenne.
- Sara, compagna di Pietro che, non riuscendo ad avere un figlio da lui, lo lascia.
- Giovanna, madre di Pietro.
- Padre di Pietro.
- Mario, padre di Giovanna e quindi nonno di Pietro, il quale però non sa bene che ruolo abbia questo nonno nella famiglia. Ricoverato in clinica per una forma di follia, è stato dimenticato da quasi tutti gli amici o conoscenti dei genitori di Pietro.
- Nonna, madre di Giovanna, a causa dell'internamento del marito, tutti pensano che sia vedova e lei, come tutti, si presta alla finzione.
- Olmo, un uomo scoperto da Pietro, anch'egli, come il nonno, reduce dalla Campagna italiana di Russia.
- Ol'ga, gentile accompagnatrice di Pietro durante un viaggio a Rostov.
- Saska, figlioletta di Ol'ga, tre o quattro anni di età.
- Nonno di Ol'ga, ex combattente russo contro l'invasione italo-tedesca.
- Irina, anziana donna più volte insignita di medaglie per aver vinto le gare di raccolta del grano nel periodo dell'URSS.

## Edizioni
- Andrea Bajani, Ogni promessa, Einaudi, Torino 2010
- Andrea Bajani, Ogni promessa, Einaudi, Torino 2016
- Andrea Bajani, Ogni promessa, Feltrinelli, Milano 2021